# 山門水源の森

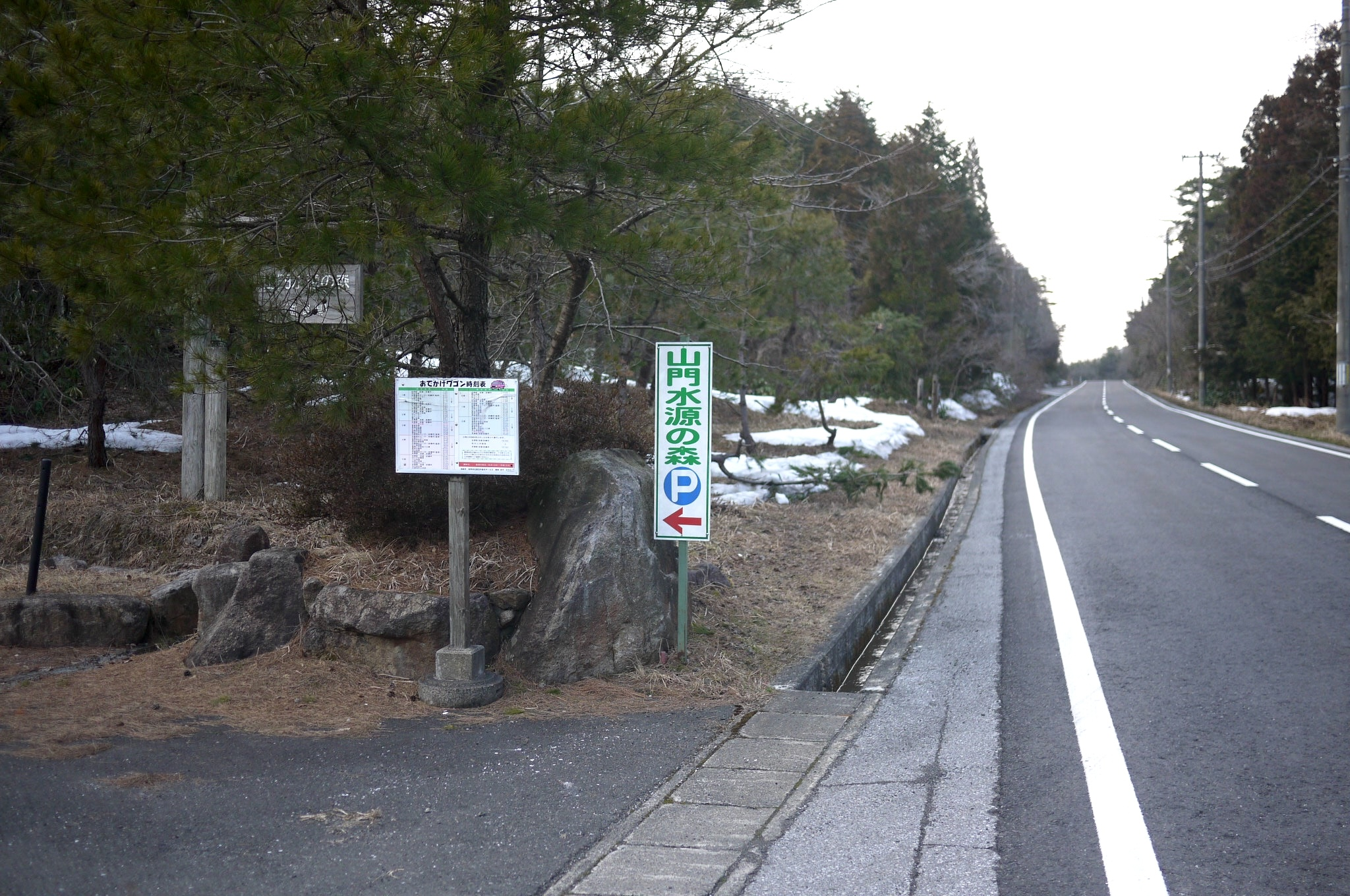
山門水源の森への入口（県道286号線：大浦沓掛線）

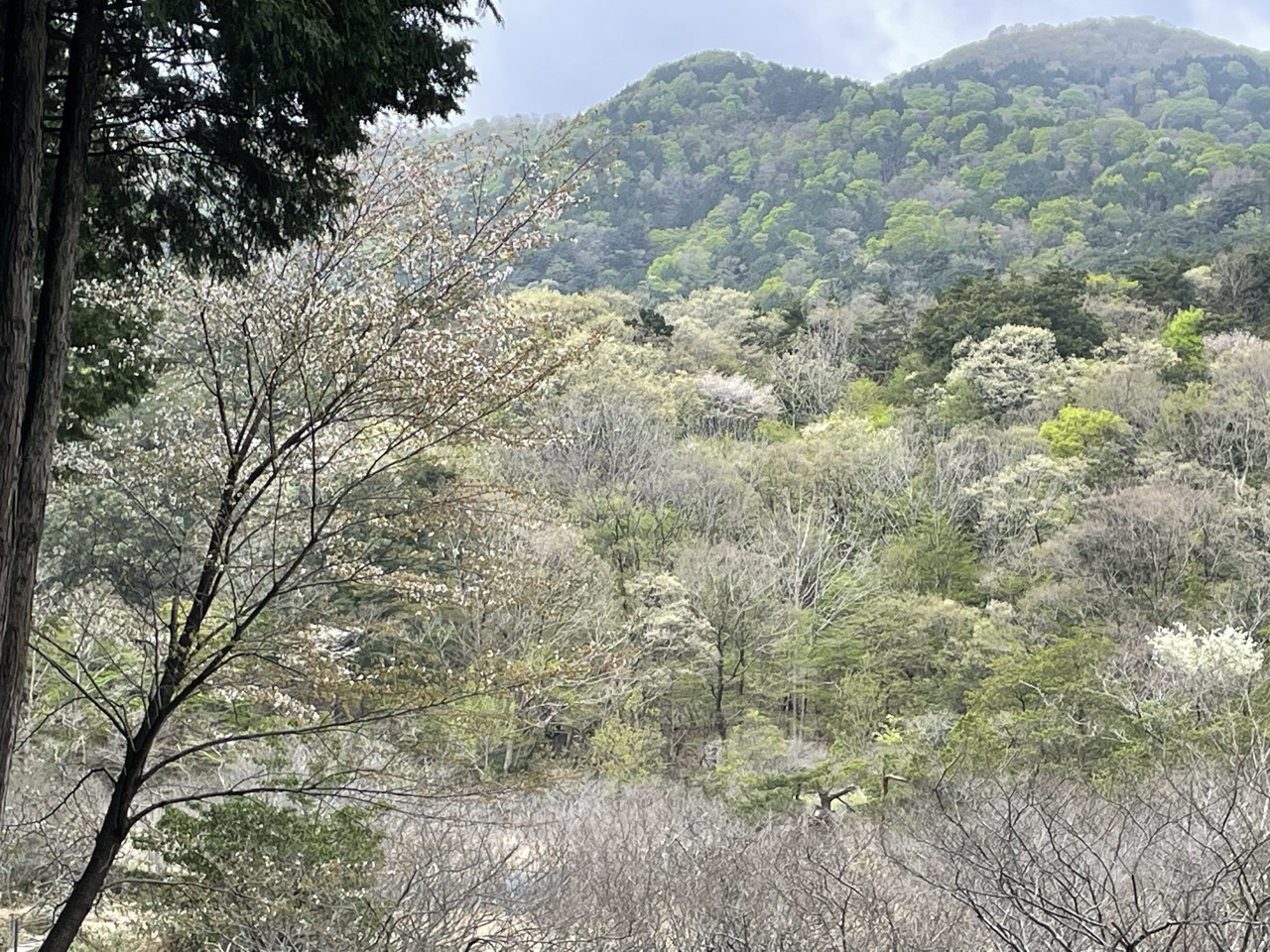
花咲くカスミザクラ。手前の木々を通して見える地面に湿原が見える。（山門水源の森で）

山門水源の森（やまかどすいげんのもり）は、以前上の荘の森と呼ばれ、琵琶湖の北、滋賀県長浜市西浅井町山門にある県の森林。
ここから流れ出す大浦川は琵琶湖の重要な水源のひとつとなっている。標高は、登山口の226メートルから、頂上部（守護岩）で520メートルまで、その差は294メートルである。ここの湿地は特に有名である。水源の森百選、日本の重要湿地500にも選ばれている。
2017年にネーミングライツにて、「奥びわ湖・山門水源の森」となった。

## 歴史
約4万年前にここに断層が起こり、森と湿原も発達したものと推定される。その後、森の木は薪炭に利用されて、約30年毎に植林されるという人の手が加わるが、適宜整備されてきて、山門、中、庄の3集落の共有林となっていた。
20世紀後半になって、薪炭の需要が少なくなると、森の整備はされなくなり、1990年代にはゴルフ場の建設も企画されたが、途中で頓挫した。1995年には、林野庁により「上の荘の森」として「水源の森100選」に指定されて、翌1996年からは、面積は約63.5ヘクタールの県有林となった。。
その後、山門水源の森の湿地は「日本の重要湿地500」にも指定された。

## 湿地
山門水源の森には、滋賀県内最大の湿原があり、その総面積は約5.6ヘクタールに達する。滋賀県により「山門湿原ミツガシワ等生育地保護区」に指定されている。

## コース
山門水源の森には下記3つのコースが整備されている。
1. 湿原往復コース（約2.5km、約1時間）
2. 四季の森コース（約3.5km、約3時間）
3. 湿原 • ブナの森コース（約4km、約3.5時間）

ボランティアによる有料ガイドもある。

## 次の世代に引き継ぐ会
県内・県外のボランティアによる「山門水源の森を次の世代に引き継ぐ会」が2001年4月から組織されていて、森の環境を守る活動が行われている。

## 施設利用
- 料金無料（協力金200円）[9]
- 冬季積雪時以外利用可

## アクセス
- JR湖西線永原駅より西浅井コミュニティバスにて10分「山門」下車
- 北陸自動車道木之本ICより車で25分 - 駐車場25台あり[10]